# Nikita Setchell
Nikita Setchell (7 de agosto de 2000) es una deportista británica que compite en piragüismo en la modalidad de eslalon. Ganó dos medallas de bronce en el Campeonato Europeo de Piragüismo en Eslalon, en los años 2024 y 2025.

## Palmarés internacional
| Campeonato Europeo | Campeonato Europeo         | Campeonato Europeo | Campeonato Europeo |
| Año                | Lugar                      | Medalla            | Competición        |
| ------------------ | -------------------------- | ------------------ | ------------------ |
| 2024               | Tacen (Eslovenia)          | Medalla de bronce  | K1 cross           |
| 2025               | Vaires-sur-Marne (Francia) | Medalla de bronce  | K1 por equipos     |